# بينج يانغ
بينج يانغ (بالصينية: 彭杨) هي لاعب هوكي الحقل صينية، ولدت في 17 يناير 1992.

## وصلات خارجية
- بينج يانغ على موقع الاتحاد الدولي للهوكي (الإنجليزية)
- بينج يانغ على موقع أوليمبيديا (الإنجليزية)
- بينج يانغ على موقع اللجنة الأولمبية الصينية (الإنجليزية)